# جوسيف طوماش
جوسيف طوماش (بالتشيكية: Josef Tomáš)‏ هو عداء مسافات طويلة تشيكي، ولد في 12 مارس 1934 في Studenec (Semily District) ‏ في التشيك.

## وصلات خارجية
- جوسيف طوماش على موقع أوليمبيديا (الإنجليزية)
- جوسيف طوماش على موقع اللجنة الأولمبية التشيكية (التشيكية)